# تشاكيراكو
تشاكيراكو (اليابانية: チャッキラكو) هي رقصة يتم أداؤها في مهرجان في ميورا، اليابان، للاحتفال برأس السنة وجلب الحظ السعيد، خاصة في صيد الأسماك.
في عام 1976، اعترفت حكومة اليابان بهذا الرقص كتراث ثقافي غير مادي يجب حمايته. في عام 2009، تم تسجيله في القائمة التمثيلية للتراث الثقافي غير المادي للإنسانية لليونسكو. في عام 2022، تم إلغاء التسجيل وتضمين الرقصة في موضوع أوسع يسمى Furyu-odori.
نشأت الرقصة في فترة العصور الإيدو متأثرة برقصات البحارة الزائرين. بحلول منتصف القرن الثامن عشر، أصبحت محطة للفتيات المحليات. كل عام في منتصف يناير، تؤدي عشر إلى عشرين فتاة بكيمونو ملونة تتراوح أعمارهن بين 5 و12 عامًا الرقصة في معبد أو أمام المنازل. يرافقهن خمس إلى عشر نساء كبيرات يؤدّين أكابيلا.

## الروابط الخارجية
- الموقع الرسمي للرقصة والمهرجان
- تشاكيراكو على يوتيوب (فيديو يونسكو)

قالب:قائمة اليونسكو التمثيلية للتراث الثقافي اللامادي للإنسانية
{{بذرة-رقص-فولكلور